# Talluza
Talluza (arab. ‏طلوزة‎, Ṭallūza) – wieś w Palestynie, w muhafazie Nablus. Według danych szacunkowych Palestyńskiego Centralnego Biura Statystycznego w 2016 roku miejscowość liczyła 2882 mieszkańców.